# Томас Лемаркус
Томас Лемаркус (исл. Tómas Lemarquis, фр. Tómas Lemarquis; 3. август 1977) је исландски глумац. Постао је познат по улози у успешном исландском филму Noi Albino. Томас Лемаркуис је син француског глумца Жерара Лемаркуиса и једне Исланђанке. Одрастао је у малом граду Исландски пре него што је отишао у Париз да преузме часове у Кур Флорент драмској школи. Један од његових школских другова је била француска глумица Одри Тоту. Томас Лемаркуис течно говори исландски, енглески, немачки, француски и дански језик. Тренутно живи у Француској.

## Филмографија
- 2003: Nói Albínói[4]
- 2008: Luftbusiness
- 2008: Ich Bombe
- 2010: Mushrooms
- 2011: Errors of the Human Body[4]
- 2012: Tatort: Der Wald steht schwarz und schweiget
- 2012: Painless
- 2012: Am Himmel der Tag
- 2012: Errors of the Human Body
- 2013: Frau Ella
- 2013: Ледоломац
- 2014: 3 Days to Kill[4]
- 2014: Die Pilgerin
- 2014: Gotham (Serie)